# Bijlmermeer
Bijlmermeer eller kort Bijlmer er et af kvartererne der danner Amsterdam Zuidoost ('Amsterdam sydøst') stadsdeel ("bydel") i Amsterdam, Holland. For mange mennesker refererer Bijlmer til hele Amsterdam Zuidoost som et pars pro toto. De andre kvarterer i Amsterdam Zuidoost er Gaasperdam, Bullewijk, Venserpolder og Driemond.
Efter El Al Flight 1862 styrtede ned i to bygninger i 1992 (hændelsen blev kendt som Bijlmerkatastrofen), hvilket i alt kostede 47 mennesker livet, blev det besluttet at kvarteret havde brug for positiv forandring. I årene efter er mange af højhusene blevet renoveret og enkelte er revet ned. Der er blevet bygget mere tæt-lavt byggeri for at tiltrække middel og højindkomstgrupper. Dette har dog ledt til protester fra de beboere som er blevet flyttet til andre steder.

## Design
Bijlmermeerkvarteret der huser tusindvis af mennesker blev designet som ét projekt og kvarteret består af mange næsten ens højhuse. Bijlmer blev designet med 2 niveauer trafik. Biler skulle køre på det øverste niveau som var hævet over det lavere niveaus fortove og cykelstier. Ideen var at det skulle fremme trafiksikkerhed. I de seneste år er man dog begyndt at flytte trafikken til samme niveau så fodgængere, cyklister og biler er ved siden af hinanden. Dette er gjort for at mindske det industrielle indtryk som noget af Bijlmers design har givet og ligeledes menes det, at de større samlede arealer vil mindske risikoen for overfald.
Bijlmer er forbundet meed Amsterdam Centraal og resten af det centrale Amsterdam via en metrolinje. Oostlijn (Østlinien) af Amsterdams metro hvor linje 53 og 54 kører til Bijlmer.
52°19′07″N 4°57′55″Ø / 52.3186°N 4.9653°Ø